# Alexis Sorbas
Alexis Sorbas (griechischer Originaltitel: Βίος και πολιτεία του Αλέξη Ζορμπά, Vios ke politia tou Alexi Zorba, Leben und Lebensart des Alexis Sorbas) ist der 1946 entstandene, bekannteste Roman des griechischen Schriftstellers Nikos Kazantzakis. Der auf ihm basierende Film Alexis Sorbas von Michael Cacoyannis aus dem Jahr 1964 wurde mit drei Oscars ausgezeichnet.

## Handlung
Alexis Sorbas ist zugleich ein philosophischer, ein Entwicklungs- und ein Schelmenroman. Im Zentrum steht die Geschichte der Freundschaft zwischen dem Ich-Erzähler und Alexis Sorbas, zwischen einem von Selbstzweifeln geplagten, intellektuellen Verstandesmenschen und einem Lebenskünstler, der seinen Gefühlen und Instinkten vertraut und in völligem Einklang mit sich und der Welt lebt.
Die Handlung dreht sich um eine Kohlemine auf Kreta, um Freundschaft, Liebe, Selbstmord und Lynchjustiz. Sorbas’ Lebensmotto „Das Leben lieben und den Tod nicht fürchten“ ist das Leitmotiv des Romans. Der Autor entwickelt darin seine Philosophie, nach der wahre Freiheit darin besteht, das Leben mit allen Freuden und Katastrophen zu nehmen, wie es ist, zu kämpfen, auch wenn eine Niederlage droht, und das Beste aus jeder Situation zu machen. Dem wird die von Aberglauben und traditioneller Frauenverachtung bestimmte dörfliche Mentalität als Beispiel für seelische Unfreiheit und Entfremdung gegenübergestellt. 

## Entstehung
Alexis Sorbas ist ein in Teilen autobiographisch gefärbter Roman. Sowohl die Titelfigur als auch die Geschichte des gescheiterten Bergbau-Projekts gehen auf reale Vorbilder zurück. Kazantzakis änderte lediglich den Vornamen seines Helden und Ort und Zeit der Handlung.
Im Ersten Weltkrieg hatte Kazantzakis auf dem heiligen Berg Athos den 13 Jahre älteren Arbeiter Georgios Sorbas kennengelernt, dessen freier Charakter ihn tief beeindruckte. Im Frühjahr 1915 bat er ihn, eine Stelle als Vorarbeiter in einem Braunkohlebergwerk anzunehmen, das er in dem kleinen Dorf Prastova auf der Mani-Halbinsel im Süden des Peloponnes gepachtet hatte. Nach dem Einsturz mehrerer Stollen gab Kazantzakis das Projekt im Frühjahr 1916 auf. Zu Beginn der 20er Jahre reisten er und Sorbas gemeinsam in den Kaukasus, um die Rückführung der Pontos-Griechen in die Heimat ihrer Vorfahren zu organisieren. Auch diese Unternehmung wird als Parallelhandlung in dem Roman geschildert, wenn auch ohne Bezug zu Sorbas.
In den Jahren nach dem Kaukasus-Unternehmen standen die beiden Freunde nur noch brieflich in Kontakt, da Georgios Sorbas sich in Serbien niederließ, wo er heiratete und Kinder bekam. Am Ende betrieb er ein Magnesit-Bergwerk. Dort verstarb er auch, seine Grabstätte liegt in Butel, einem der zehn Stadtbezirke der mazedonischen Hauptstadt Skopje. Die Nachricht von Sorbas’ Tod im Jahr 1942 wurde für Kazantzakis zum Auslöser, die gemeinsamen Erlebnisse in einem Roman zu verarbeiten und dem Freund ein literarisches Denkmal zu setzen. Einige Söhne und Töchter Sorbas' nahmen Anstoß an der Charakterisierung ihres Vaters, die sie als zu freizügig und ehrverletzend empfanden.
Nach einem Besuch auf Kreta beschloss Kazantzakis, die Handlung dorthin zu verlegen. Die Niederschrift beendete er 1946 in seinem Haus auf der Insel Ägina.

## Rezeption
Kazantzakis’ Roman zählt zu den großen Werken der Weltliteratur und wurde vielfach preisgekrönt. 1946 erschien seine Erstausgabe in Griechenland. 1952 folgte die deutsche Übersetzung von Alexander Steinmetz unter dem Titel Alexis Sorbas. Abenteuer auf Kreta. 1954 wurde das Werk auf der Internationalen Buchausstellung in Frankreich erstmals prämiert und gelangte danach zu Weltruhm. Allein in Deutschland sind bis 2004 mehr als 60 verschiedene Auflagen der Übertragung von Alexander Steinmetz erschienen, davon 702.000 Buchexemplare beim Rowohlt-Verlag. Die Gesamtauflage auf Deutsch hat die Million mittlerweile überschritten.
Viele Besucher Griechenlands erhofften sich durch den Film und das Buch einen Einblick in die Gesellschaft Griechenlands. Die Figur des Alexis Sorbas wird gerne als „typisch griechisch“ instrumentalisiert und manchmal griechenfeindlich ausgelegt. Die in Zügen faule und listige Romanfigur ist die Repräsentation eines Landstreichers, die allenfalls die arkadischen Momente griechischen Lebens vermitteln kann.
Als männliche Figur des frühen 20. Jahrhunderts schildert Sorbas an einer Stelle in wörtlicher Rede das Wesen von Frauen aus einer Sicht, die zu späteren Rezeptionszeitpunkten nicht mehr als gesellschaftlich akzeptabel gilt: Frauen würden bei einer Vergewaltigung zunächst Abwehr zeigen und den Geschlechtsverkehr dann doch genießen, denn „so“ seien „die Weiber“.

## Adaptionen
Kazantzakis selbst hatte Michael Cacoyannis bereits in den 1950er Jahren angeregt, seinen Roman zu verfilmen. Aber erst sieben Jahre nach dem Tod des Autors gelang es dem griechischen Regisseur, sich die Filmrechte zu sichern und das Projekt in Angriff zu nehmen. 1964 verfilmte er den Roman mit Anthony Quinn in der Titelrolle. Die Handlung wurde gegenüber dem Roman um einige Erzählstränge verkürzt, gibt dessen Inhalt und Geist jedoch genau wieder. Von Publikum wie Kritik äußerst positiv aufgenommen, wurde Zorba the Greek, wie der englische Originaltitel lautete, für sieben Oscars nominiert, von denen er schließlich drei gewann. Der Film hat maßgeblich zur weiteren Verbreitung des Romans beigetragen.
1988 arbeitete Mikis Theodorakis seine Filmmusik zu Zorba the Greek im Auftrag der Arena di Verona zum Ballett Zorba il greco um.
Als Musical mit der Musik von John Kander und den Texten von Fred Ebb nach der Originalvorlage von Kazantzakis fand der Stoff eine Uraufführung am 16. November 1968 im Imperial Theatre in New York. Siehe dazu den Artikel Sorbas.
Ein weiteres Musical Alexis Sorbas mit der Musik von Konstantin Wecker wurde 2010 in Ingolstadt uraufgeführt.
Das Hörspiel Sorbas unter Sternen (2018) von Wolf Reiser erzählt die Geschichte von Nikos Kazantzakis und Georgios Zorbas.

## Werkausgaben
- Nikos Kazantzakis: Alexis Sorbas. Aus dem Neugriechischen übertragen von Alexander Steinmetz. Rowohlt Taschenbuch, Hamburg 1955, DNB 452349508. (1970, ISBN 3-499-10158-0).
- Nikos Kazantzakis: Alexis Sorbas. Roman (Originaltitel: Bios kai politeia tu Alexē Zormpa). Aus dem Griechischen von Alexander Steinmetz, überarbeitet von Isidora Rosenthal-Kamarinea. Artemis und Winkler, Düsseldorf 2002, ISBN 3-538-06945-X.